# Моклобемид
Моклобемид (Moclobemide, действующее вещество: 4-хлор-N-(2-морфолиноэтил)-бензамид, торговое наименование: «Аурорикс») — лекарственное средство, относящееся к антидепрессантам — ингибиторам МАО обратимого действия и влияющее преимущественно на МАО типа А. По структуре отличается от бефола тем, что в боковой цепи содержит этильную группу вместо пропильной.

## Фармакологическое действие и применение
Разовая доза в 300 мг ингибирует порядка 80 % моноаминооксидазы типа А (МАО-А) и 30 % моноаминооксидазы типа B (MAO-B), таким образом блокируя разрушение норадреналина, серотонина и, в меньшей степени, дофамина. Ингибирования обратного захвата вышеупомянутых нейротрансмиттеров при этом не наблюдается.
Применяют при депрессиях различной этиологии, а также социофобии. Лечебная доза составляет 300—600 мг в день.

## Фармакокинетика
Абсорбция быстрая и полная после перорального приёма. TCmax — через 1 ч после однократного приёма. Css создаётся к концу 1-й недели лечения. Биодоступность (в зависимости от величины принимаемой дозы) составляет 40—80 %. Объём распределения — 1,2 л/кг. Связь с белками плазмы (альбуминами) — 80 %. Легко проходит тканевые барьеры, кажущийся объём распределения — около 1,2 л/кг.
Метаболизируется в печени в ходе окислительных реакций изоферментами CYP2C9 и CYP2D6. В виде метаболитов (в неизмененном виде 1 %) быстро выводится почками, общий клиренс 333—833,3 мл/мин, T1/2 1—4 ч.

## Побочные эффекты
Наиболее частыми побочными действиями моклобемида являются сухость слизистых оболочек (особенно полости рта), головокружения, головные боли, сонливость, тошнота, бессонница. К более редким побочным действиям относятся запоры, дискомфорт в области желудка, к очень редким — мышечные подёргивания, нарушения зрения. У пациентов с биполярной депрессией возможна смена депрессивной фазы на маниакальную.
Возможны также ажитация, у пациентов с параноидным синдромом — его обострение; усталость, тремор, потливость, тахикардия. Отмечались случаи возникновения при монотерапии моклобемидом серотонинового синдрома.

## Противопоказания
Печёночная и почечная недостаточность, заболевания кроветворной системы, феохромоцитома, период беременности и кормления грудью, возраст менее 15 лет, повышенная чувствительность к препарату.

## Взаимодействия
При терапии обратимыми ингибиторами МАО, такими как моклобемид, хотя и редко (гораздо реже, чем при приёме необратимых ингибитиров МАО), но могут возникать тираминовые побочные реакции вследствие взаимодействия с некоторыми пищевыми продуктами и лекарствами — тираминовый синдром. Поэтому пациенты (особенно больные гипертонией) должны избегать большого количества пищи, содержащей тирамин; также необходимо избегать приёма симпатомиметиков (эфедрин, псевдоэфедрин, фенилпропаноламин). Использование в сочетании с моклобемидом опиоидных анальгетиков, мапротилина, леводопы, метилдопы и фуразолидона тоже может приводить к опасному повышению артериального давления:124.
Необходимо также избегать лекарств, взаимодействие которых с ИМАО способно приводить к серотониновому синдрому: антидепрессантов группы СИОЗС, циклических антидепрессантов (в том числе кломипрамина, имипрамина), венлафаксина, противопростудных препаратов, содержащих декстрометорфан, меперидина, нефазодона, препаратов лития, растительных антидепрессивных средств, содержащих зверобой, 5-гидрокситриптофана и триптофана.
При сочетании с нейролептиками моклобемид усиливает нейролептические экстрапирамидные расстройства. Сочетание с клозапином приводит к токсическому действию на ЦНС. Моклобемид усиливает токсичность производных фенотиазина:466.
Совместное применение моклобемида с другими ингибиторами МАО недопустимо, оно может привести к лихорадке, судорогам и смерти:124.
Декстрометорфан в сочетании с моклобемидом повышает риск развития побочных эффектов со стороны ЦНС:466. Агонисты 5-HT1-рецепторов приводят к риску токсического действия моклобемида на ЦНС (следует снизить дозу золмитриптана).
Моклобемид усиливает эффект индапамида, усиливает гипотензивное действие диуретиков, гипогликемический эффект инсулина и пероральных гипогликемических препаратов:466.
Циметидин замедляет биотрансформацию моклобемида:466, концентрация моклобемида в пламзе крови при этом повышается.